# Motorola Milestone
Motorola Milestone — комунікатор з QWERTY клавіатурою на базі операційної системи Android. CDMA версія апарата відома в США як Motorola Droid . На відміну від останнього в Milestone виробником включений мультитач, замість Google Maps Navigation присутня навігаційна програма MOTONAV (випробувальна версія) .
За деякими даними Milestone стане наступним після Google Nexus One смартфоном, який отримає оновлення Android 2.2 «Froyo» .

## Апарат

### Розміри
- Розмір: 115.8 × 60 × 13.7 мм.
- Вага (з батареєю): 163 гр.

## Апаратне забезпечення

### Батарея
- Ємність 1400 мА·г
- Тривалість роботи (у режимі розмови / простою)390 хв / 380 год

### Камера
- 5.0 Мп
- Цифровий зум
- Подвійний LED-спалах

### З'єднання
- Wi-Fi 802.11 b/g
- 3,5 мм аудіороз'єм
- Micro USB
- GPS

## Програмне забезпечення

### Сервіси Google
- Google Maps
- Google Search
- Google Talk
- YouTube

### Плеєри
- Відеоплеєр
- Аудіоплеєр